# Wojciech Bal
Wojciech Bal (ur. 22 czerwca 1963 we Wrocławiu) – polski chemik zajmujący się badaniem roli metali w procesach biologicznych i wpływu siły i kinetyki wiązania metali do białek na ich funkcję.
Odkrył i zbadał reakcję hydrolizy wiązania peptydowego przez jon Ni(II) oraz zaproponował zmianę paradygmatu w wewnątrzkomórkowej fizjologii jonów cynkowych. Profesor w Instytucie Biochemii i Biofizyki PAN. Syn profesora Karola Bala.

## Życiorys
Oddziaływania jonów miedziowych, niklowych i cynkowych z oligopeptydami stanowiły pierwsze zagadnienie badawcze mgr Wojciecha Bala podczas realizacji rozprawy doktorskiej pod kierunkiem prof. Henryka Kozłowskiego na Wydziale Matematyki, Fizyki i Chemii Uniwersytetu Wrocławskiego. W grupie prof. H. Kozłowskiego badał kompleksy hormonów peptydowych występujących w organizmie człowieka i peptydów modelowych, by wyjaśnić wpływ poszczególnych reszt aminokwasowych na stabilność i strukturę tworzonych kompleksów. Obroniwszy z wyróżnieniem rozprawę doktorską w r. 1991, przez rok kontynuował pracę badawczą na Uniwersytecie Wrocławskim, po czym odbył dwa staże podoktorskie. Pierwszy z nich miał miejsce w Birkbeck College, University of London, pod kierunkiem prof. Petera J. Sadlera. Podczas rocznego stażu, finansowanego w trybie konkursowym przez Royal Society of Chemistry (1992/93), dr Bal zaznajomił się z podstawami technik strukturalnych NMR i z tematyką oddziaływań jonów metali z albuminą, najważniejszym białkiem osocza krwi. Po zakończeniu badań w Londynie udał się na trzyletni staż podoktorski do National Cancer Institute we Frederick, MD, części amerykańskich Narodowych Instytutów Zdrowia (1994-1996). Pod kierunkiem dr Kazimierza S. Kasprzaka badał mechanizmy molekularne w kancerogenezie niklowej. W latach 1997–2001 głównym miejscem pracy stał się ponownie Uniwersytet Wrocławski. Oprócz kontynuacji współpracy z grupą dr K. S. Kasprzaka, rozwinął współpracę wewnątrz Wydziału Chemii, m.in. uczestnicząc w pracach na temat oddziaływań jonów miedziowych z aminocukrami i aminoglikozydami, prowadzonych przez dr Małgorzatę Jeżowską-Bojczuk. Kontynuował również badania kompleksów peptydowych wspólnie z grupą prof. H. Kozłowskiego. W 2002 r., po kilkuletnim okresie współpracy, przeniósł się na pełny etat do Zakładu Biofizyki Instytutu Biochemii i Biofizyki PAN, gdzie rozpoczął budowę swojej grupy badawczej, kontynuując współpracę z wrocławskimi doktorantami i pozyskując do współpracy nowych. W latach 2004–2010 był również zatrudniony na pół etatu w Centralnym Instytucie Ochrony Pracy, służąc jako konsultant przy tworzeniu projektów badawczych. Do dzisiaj pracuje w Instytucie Biochemii i Biofizyki PAN, gdzie prowadzi Pracownię Chemii Biologicznej Jonów Metali. Od 2020 roku jest przewodniczącym Rady Naukowej w Instytucie Biochemii i Biofizyki PAN.

## Działalność społeczna
Wojciech Bal był członkiem ruchu społecznego Obywatele Nauki.

## Dorobek naukowy
W dorobku naukowym W. Bala znajduje się ponad 200 publikacji. W ciągu dotychczasowej kariery naukowej Wojciech Bal wyznaczył stałe wiązania licznych kompleksów jonów metali z bioligandami. Odkrył i zbadał reakcję hydrolizy wiązania peptydowego przez jon Ni(II) i kontynuuje badania jej znaczenia dla toksyczności niklu. Zaproponował zmianę paradygmatu w wewnątrzkomórkowej fizjologii jonów cynkowych. Zidentyfikował peptydy z rodziny Aβ będące realistycznymi ligandami dla jonu Cu(II) i zaproponował weryfikowalną hipotezę dla ich funkcji fizjologicznej. Rozwija podstawowe badania mechanizmów zewnątrzkomórkowego transportu miedzi z punktu widzenia chorób cywilizacyjnych. Profesor Bal bada nowe mechanizmy toksyczności nanocząstek srebra, rozpuszczających się w organizmie człowieka. Wykorzystał swoją wiedzę z dziedziny chemii toksykologicznej do stworzenia substancji chroniącej przed alergią niklową, która po skutecznej komercjalizacji jest dostępna dla osób cierpiących na alergię niklową. Wypromował dwadzieścioro doktorantów. Jest współautorem ośmiu patentów.

## Nagrody
- 1990 – Nagroda Rektora Uniwersytetu Wrocławskiego za osiągnięcia badawcze (zespołowa)
- 1992 – Nagroda Rektora Uniwersytetu Wrocławskiego za najlepszą rozprawę doktorską
- 1996 – NIH Fellows Award for Research Excellence
- 1997 – Nagroda Ministra Edukacji Narodowej za osiągnięcia badawcze (zespołowa)
- 1998 – Nagroda Rektora Uniwersytetu Wrocławskiego za osiągnięcia badawcze (zespołowa)
- 1999 – Nagroda Ministra Edukacji Narodowej za osiągnięcia badawcze (zespołowa)
- 1999 – Nagroda III Wydziału PAN za osiągnięcia badawcze w chemii[47]
- 2000 – Nagroda Rektora Uniwersytetu Wrocławskiego za osiągnięcia badawcze
- 2020 – Nagroda Prezesa Rady Ministrów za dorobek naukowy[48]
- 2021 - Nagroda Ministra Edukacji i Nauki za osiągnięcia naukowe[49]